# Poecilopsis rachelae
Poecilopsis rachelae là một loài bướm đêm trong họ Geometridae.